# جيم باغباي سينيور
جيم باغباي سينيور (بالإنجليزية: Jim Bagby, Sr.)‏ هو لاعب كرة قاعدة أمريكي، ولد في 5 أكتوبر 1889 في جورجيا في الولايات المتحدة، وتوفي في 28 يوليو 1954 في ماريتا في الولايات المتحدة.

## وصلات خارجية
- جيم باغباي سينيور على موقع دوري كرة القاعدة الرئيسي (الإنجليزية)
- جيم باغباي سينيور على موقعبيزبول رفرنس.كوم (الدوري الرئيسي) (الإنجليزية)
- جيم باغباي سينيور على موقعبيزبول رفرنس.كوم (الدوري الثانوي) (الإنجليزية)
- جيم باغباي سينيور على موقع جمعية أبحاث البيسبول الأمريكية (الإنجليزية)
- جيم باغباي سينيور على موقع مشجعي الرسوم البيانية (الإنجليزية)